# Феоместор
Феоместор — тиран Самоса в первой половине V века до н. э.

## Биография
Феоместор, сын Андродаманта, был родом с Самоса. По свидетельству Геродота, Феоместор принимал участие в произошедшей 28 сентября 480 года до н. э. морской битве при Саламине на стороне персов. Во время этого сражения только немногие ионийцы по призыву Фемистокла сражались с материковыми эллинами без воодушевления, но большинство из них бились мужественно. Феоместор за проявленную доблесть при захвате вражеских кораблей был назначен персами тираном своего родного острова, хотя греческие правители Малой Азии были устранены ими ещё в 493 году до н. э., после разгрома Ионийского восстания. Накануне произошедшей 27 августа 479 года до н. э. битвы при Микале представители самосцев в тайне от тирана провели переговоры с предводителями объединенного греческого флота, находившегося у Делоса. По мнению Г. Берве, Феоместор в скором времени мог быть свергнут. Исторические источники ничего не сообщают о связях Феоместора с родом Поликрата. Г. Берве отрицает её наличие.